# 무로토 태풍
무로토 태풍(일본어: 室戸台風)은 1934년(쇼와 9년) 9월 21일, 고치현 무로토곶 부근에 상륙하여 게이한신 지방을 중심으로 막대한 피해를 초래한 태풍이다. 기록적인 최저 기압, 최대 순간 풍속이 관측되었고, 해일 및 강풍에 의한 건물 붕괴 등으로 약 3000 명의 사망, 실종자를 냈다. 마쿠라자키 태풍(1945년), 이세 만 태풍(1959년 태풍 베라)과 함께 쇼와 3대 태풍으로 꼽는다.

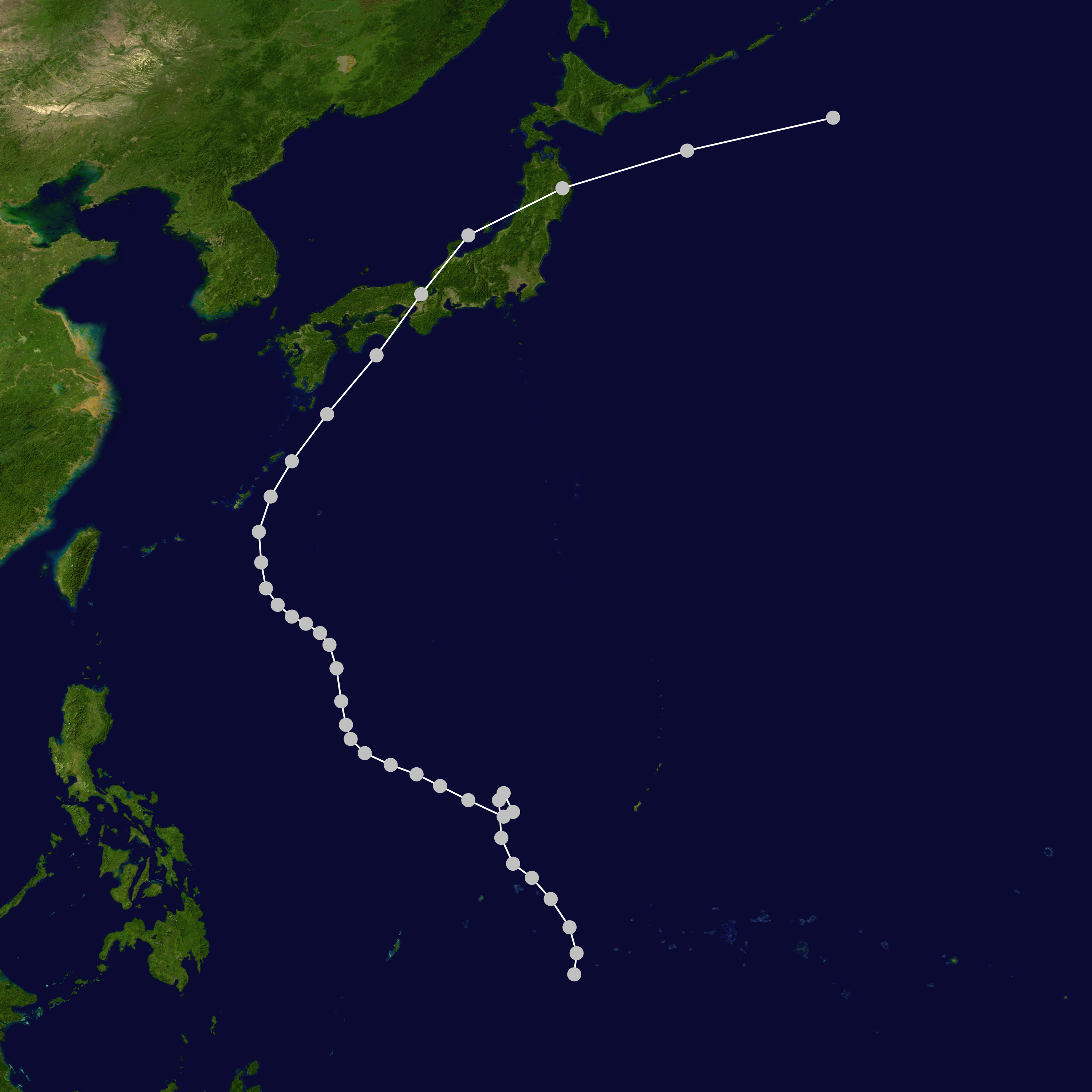
무로토 태풍 이동경로

## 개요

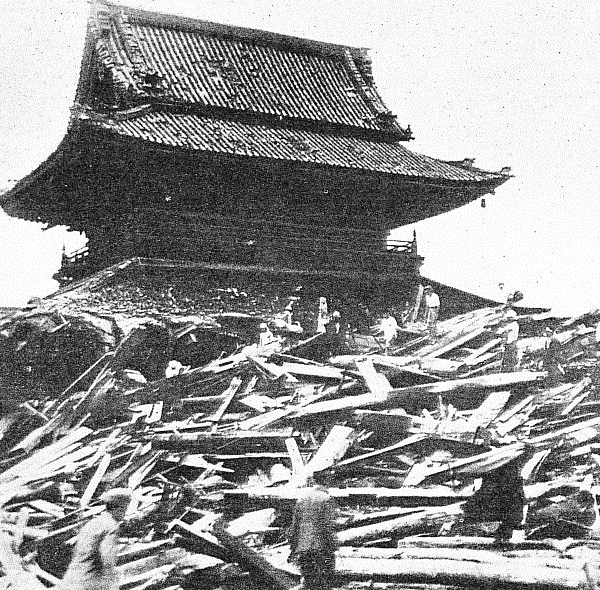
무로토 태풍에 파괴된 시텐노지 5층탑

인적 피해는 사망자 2,702 명, 행방 불명 334 명, 부상자 14,994 명이다. 가옥의 파괴 및 일부 훼손 92,740 동, 마루 침수 401,157 동, 선박의 침몰, 유실, 파손 27,594 척 등의 피해를 냈다.
9월 21일 오전 5시 경, 고치현 무로토 곶 서쪽에 상륙했다. 상륙 시의 기압은 911.6 헥토파스칼(=밀리바)라는 수치를 보였고, 이는 일본의 태풍 관측 사상 기록적인 수치이다. 태풍은 아와지섬 부근을 통과해, 오전 8 시경 오사카와 고베 사이에 재상륙, 교토 부근을 거쳐 와카사 만으로 빠져나갔다. 태풍 진로 오른쪽에서 강풍 때문에 건물의 붕괴 피해가 컸고, 특히 학교의 목조 건물의 붕괴에 의해 아동과 교사 등 학교 관계자에서 많은 희생자가 나왔다. 또한 오사카 만 연안에서는 해일에 의해 큰 피해가 나왔다. 게이한신 지방의 피해는 "간사이 풍수해"( 関西風水害)라 불린다.

## 같이 보기
- 태풍 낸시: 1961년 태풍. 일본 상륙 후의 진로가 무로토 태풍과 비슷하여, 일본 기상청에서 "제2무로토 태풍"이라 명명했다.